# Pectinia teres
Pectinia teres is een rifkoralensoort uit de familie van de Pectiniidae. De wetenschappelijke naam van de soort is voor het eerst geldig gepubliceerd in 1981 door Nemenzo.